# バハオラの霊廟
バージの館（バージのやかた、アラビア語：قصر بهجي, Qasr Bahjī, mansion of delight）とは、イスラエルの都市アッコにあるサマーハウスで、バハイ教の開祖であるバハオラが1892年に死去した場所である。
バハオラは周囲の建物に埋葬され、その建物はバハオラの霊廟（バハオラのれいびょう、Shrine of Baháʼu'lláh）となり、バハイ教の巡礼の地にしてゲブレ（聖地）となった。この一帯は「アル・バハジャー（喜びの場所）」と呼ばれるようになった。

## バージの館

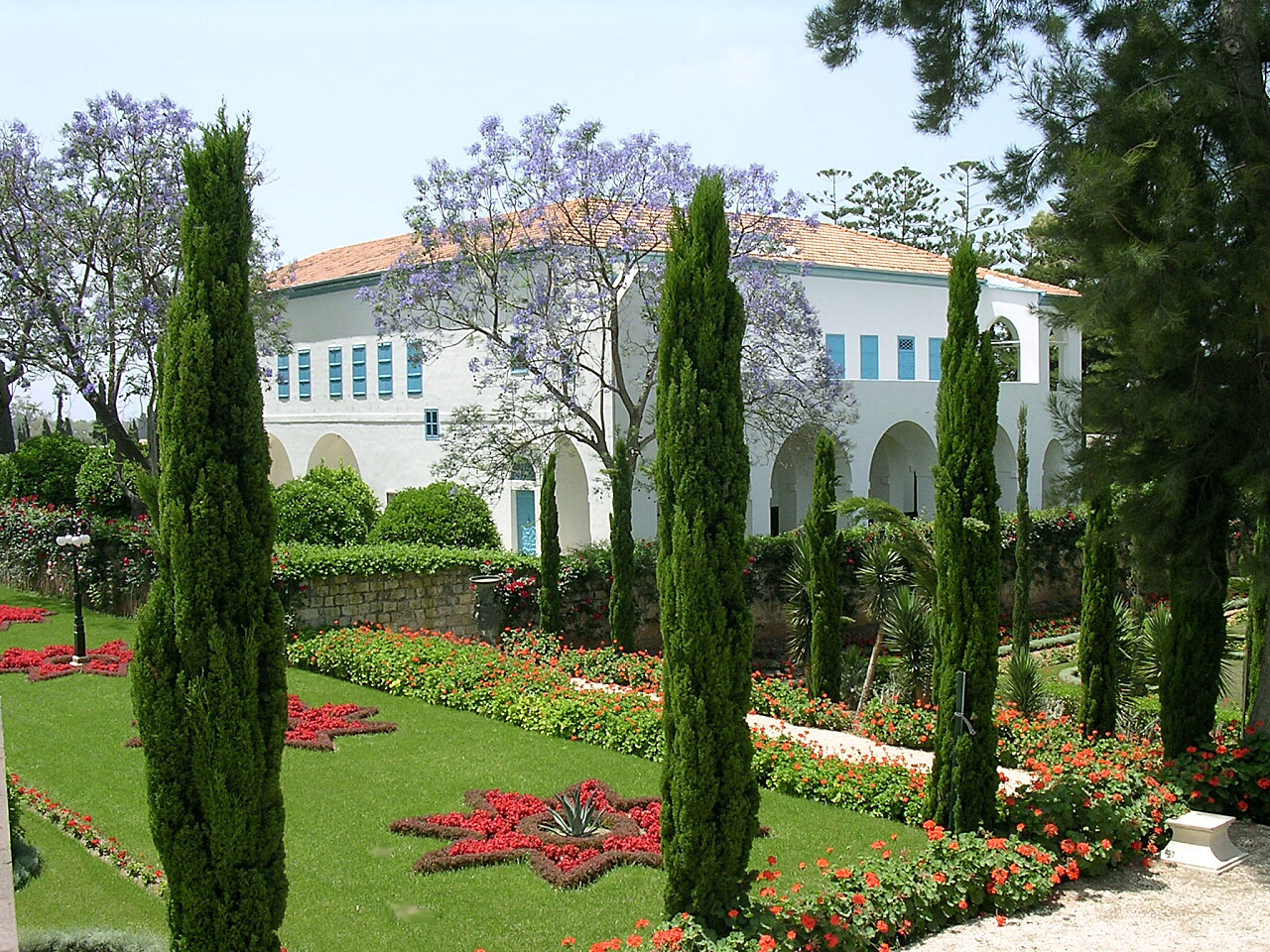
バージの館

バハオラの息子 アブドル・バハ は、父であるバハオラとその家族が住むためにこの邸宅を借り、その後購入した。バハオラははマズライからバージに移り、亡くなるまでこの建物に住んでいた。 1890年、ケンブリッジの東洋学者 Edward Granville Browne はこの家でバハオラに会い、 この後、有名なバハオラのペン画を描いた。
1892年に亡くなったバハオラは、周囲の建物のひとつに埋葬された。 敷地内にはハラム・イ・アクダス（最も神聖な境内または聖域）と呼ばれる楽園が整備され、バハオラの廟を周回する円形の道が交差している。 邸宅、霊廟、周囲の庭園は、バハイ教徒にとって地球上で最も神聖な場所の一つであり、バハイ教徒の巡礼地となっている。

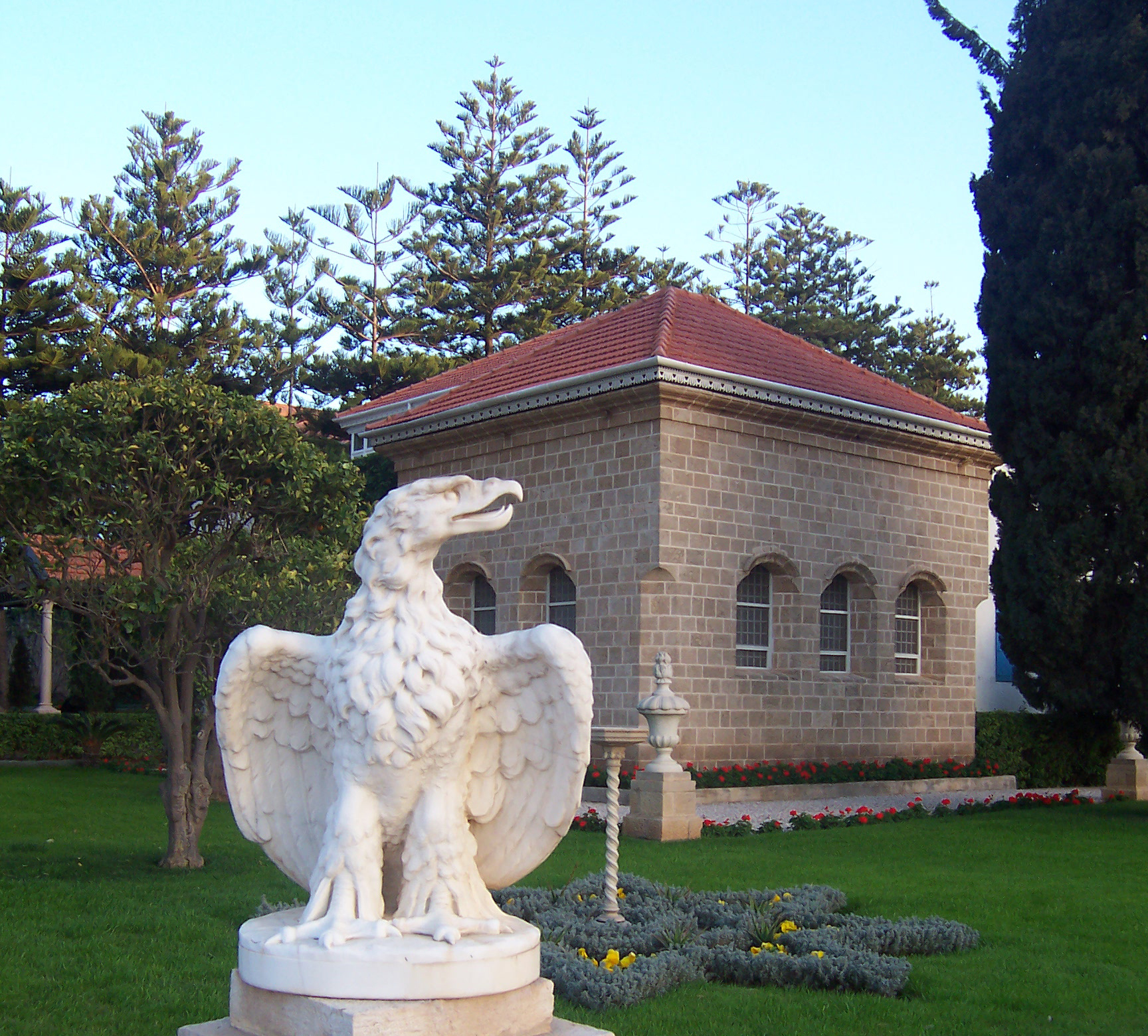
This corner of the shrine is the room where Baháʼu'lláh was buried

バハイの聖地であるバハオラの霊廟の内部は、小さな木が植えられている箱庭状の庭園を含む中央の部分と、ペルシャ絨毯が敷かれた回廊によって構成されている。バハオラの死後、クラム・アリ・イ・ナジャルによりガラスの屋根が建設された。中央エリアの北西隅には、バハオラの遺骸が納められた小さな部屋がある。中央エリアには、巡礼者や訪問者の数の増加に対応するために近年開かれた他の部屋への扉がある。
日々の必須の祈りを唱える際、バハイ教徒はケブレ（聖地）であるバハオラの霊廟に向かって行われる。これは、イスラム教徒が日々の祈りでカアバの方角に向くことや、キリスト教徒やユダヤ教徒がエルサレムに向くことと似ている。バーブは「神が明らかにする者」の再来を予言し祈りの方角をその人物に向けるよう教えたが、バハオラの出現により、バハオラの生存中はバハイ教徒は彼の姿に向かって祈ることとなり、バハオラが埋葬されケブレの場所が確定した。このことを説明する書簡が存在しましたが、それらは破壊者により盗まれてしまった。

バハオラの霊廟及びその周囲の庭園、さらにバージの館は2028年7月に世界遺産として登録された。

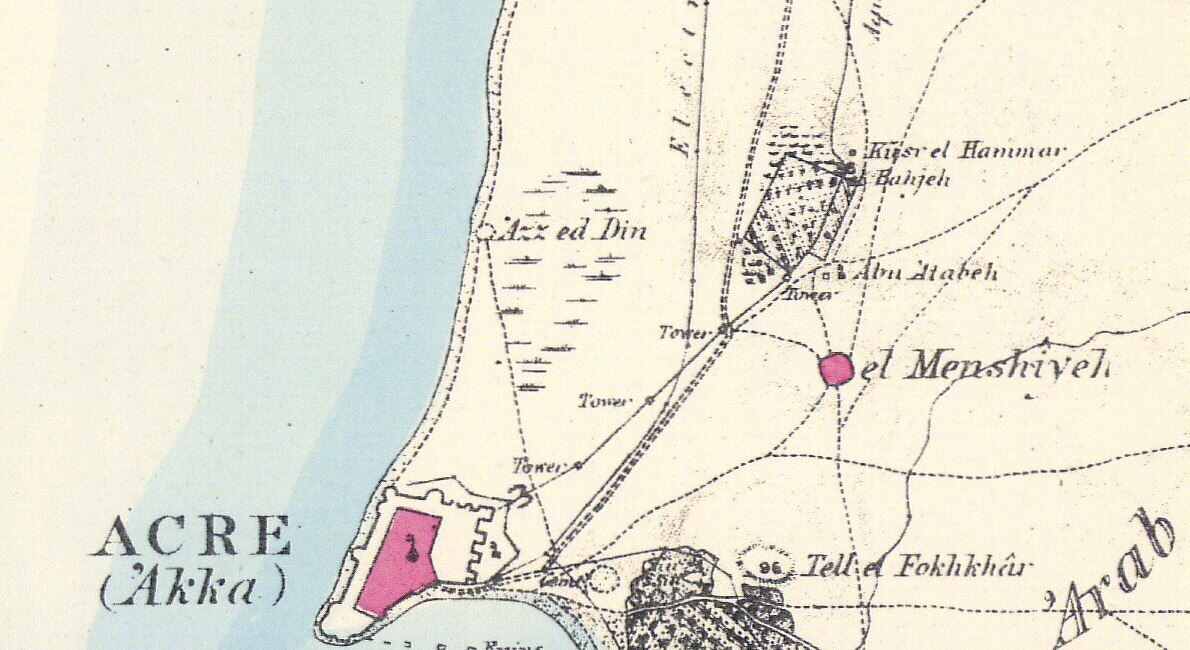
1880 PEF Survey of Palestine map, showing Bahji just north of the village of Al-Manshiyya

この地域は元々アッコの統治者だったスレイマン・パシャが娘のファティミのために植えた庭園で、彼はそれをバジと名付け その後、この地域はアブドラ・パシャによってさらに美化され、1831年にイブラヒム・パシャがアッコを包囲して以降、彼はその敷地を本拠地として利用 この土地は、美しい庭園と水道水が流れ込む池泉でよく知られていた。その後、その不動産はクリスチャン一家ジャマル家の所有になる。
1870年、アッカの裕福な商人であり、もともとアブドゥッド家の屋敷の所有者でもあったウディ・ハンマルは、アブドゥッラー・パシャの邸宅の近くにあるジャマール家の土地の一部を購入し、アブドゥッラー・パシャが母親のために建てた以前の小さな建物の上にバハジ邸を建設。 1870年、ウディ・ハンマルは邸宅の扉の上にアラビア語で「時を経るごとにその輝きを増すこの邸宅に、挨拶と祝福が注がれますように。そこには数多くの驚異と不思議が存在し、それを言葉で表そうとすれば筆も迷うばかりです。」と銘文を掲げる。
ウディ・ハンマルはこの家を家族のために建て、死後は建物を取り囲む壁の南東の隅にある墓に葬られました。 1879年、疫病の流行により住民たちは避難し、この建物は空き家となる。
The shrine, after ʻAbdu'l-Bahá's death, was occupied by Mírzá Muhammad ʻAlí and his supporters, who forcibly took the keys to the shrine in January 1922. The governor of Acre ordered the keys to be returned to the authorities and a guard was posted at the shrine. In early 1923 the keys were returned to Shoghi Effendi. In the 1950s, Shoghi Effendi had made plans for a future superstructure, which would surround the whole area and would include a platform with 95 marble columns, each 6 meters high. Shoghi Effendi has called the shrine the Daryá-yi-Núr (Ocean of Light), which has taken the Kúh-i-Núr (Mountain of Light, the Shrine of the Báb) under its shadow.
At the entrance to these gardens stands a wrought iron decorative gate called "Collins Gate" named after Amelia Collins.